# Mokřanský potok
Mokřanský potok pramení v Radimovicích. Protéká okresy Praha-východ a Benešov a v Nespekách se vlévá do Sázavy jako její pravostranný přítok. Délka toku činí 11,3 km. Plocha povodí měří 30,2 km².

## Průběh toku
Mokřanský potok začíná v rybníce v Radimovicích a teče jihovýchodním směrem. Vtéká do lesa a mírně se vlní. Dvakrát podteče pod železnicí a východně od Velkých Popovic ještě před vstupem do Pivovarského rybníka přijme vody z pravé strany. Pivovarský rybník opouští směrem jihovýchodním. O kousek dál pod silnicí vtéká do Klášterního rybníka. Z něj odtéká přepadem do dalšího menšího rybníčku.

## Vodní režim
Průměrný průtok Mokřanského potoka u ústí činí 0,11 m3/s.
M-denní průtoky u ústí:
| M [dní]  | Q30  | Q60  | Q90  | Q120 | Q150 | Q180 | Q210 | Q240 | Q270 | Q300 | Q330 | Q355 | Q364 |
| -------- | ---- | ---- | ---- | ---- | ---- | ---- | ---- | ---- | ---- | ---- | ---- | ---- | ---- |
| Q [m3/s] | 0,27 | 0,17 | 0,13 | 0,11 | 0,09 | 0,08 | 0,07 | 0,05 | 0,05 | 0,04 | 0,03 | 0,02 | 0,01 |

## Galerie

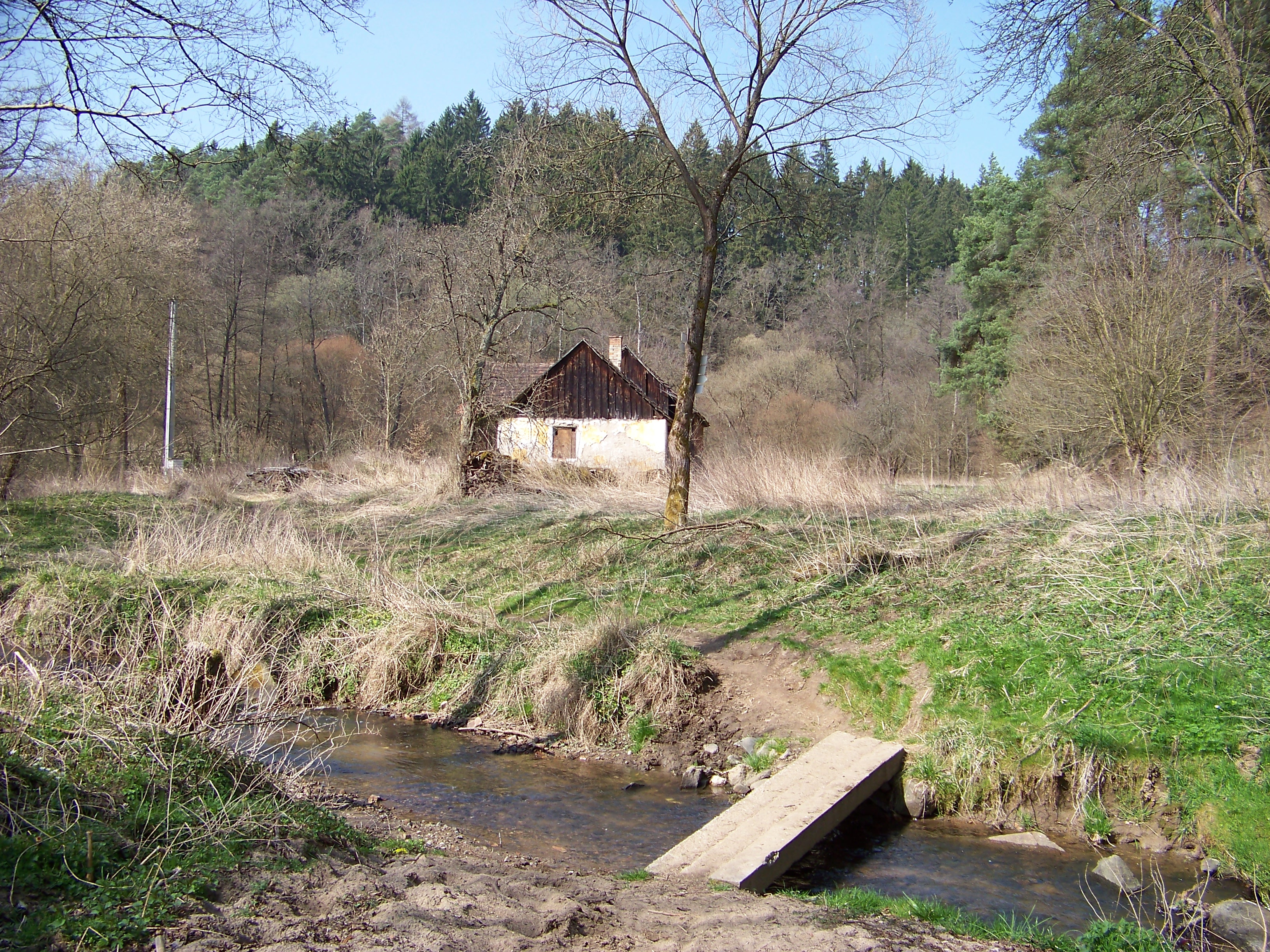
Lávka v Řehenicích
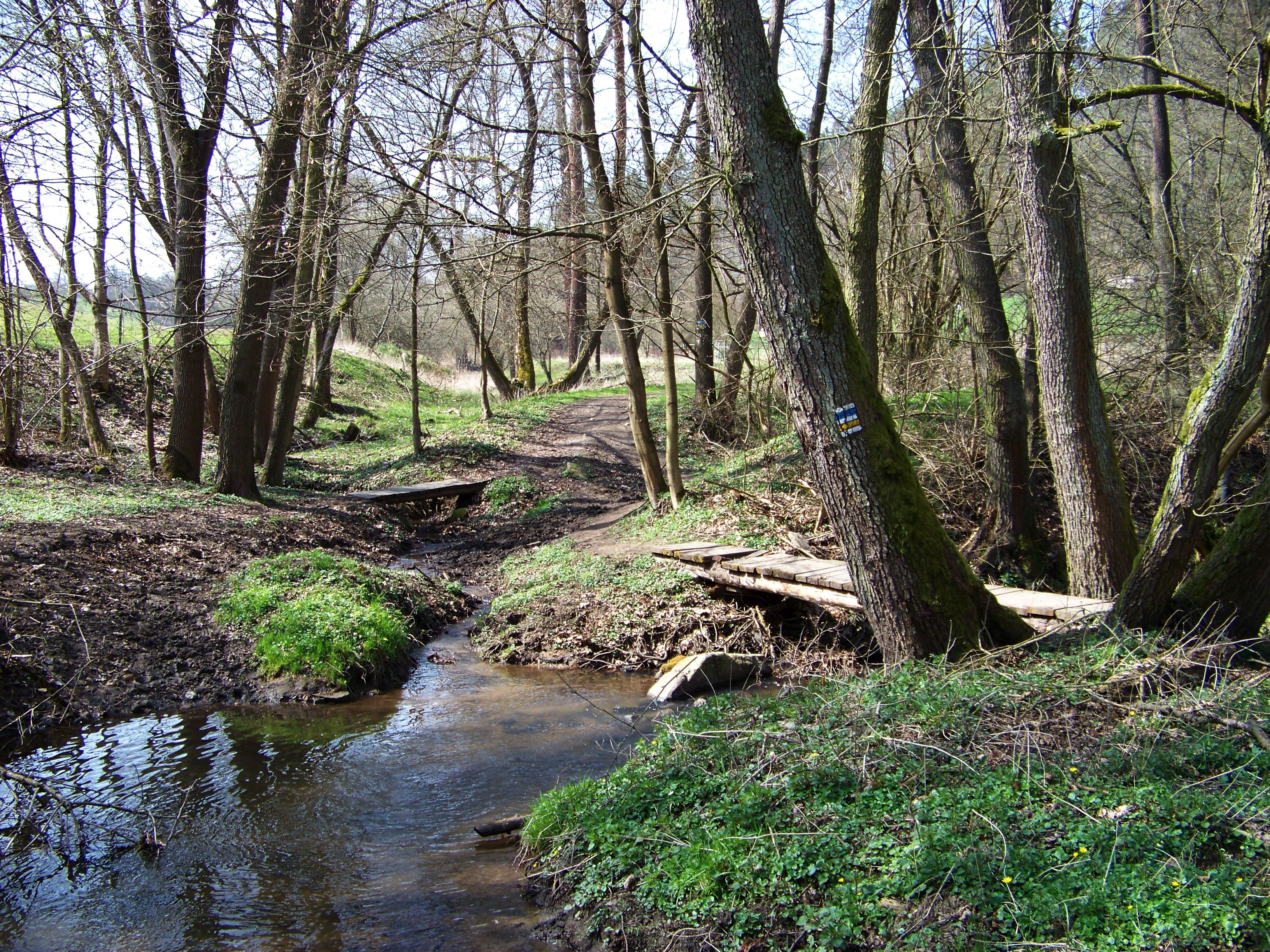
Potoční niva v Řehenicích
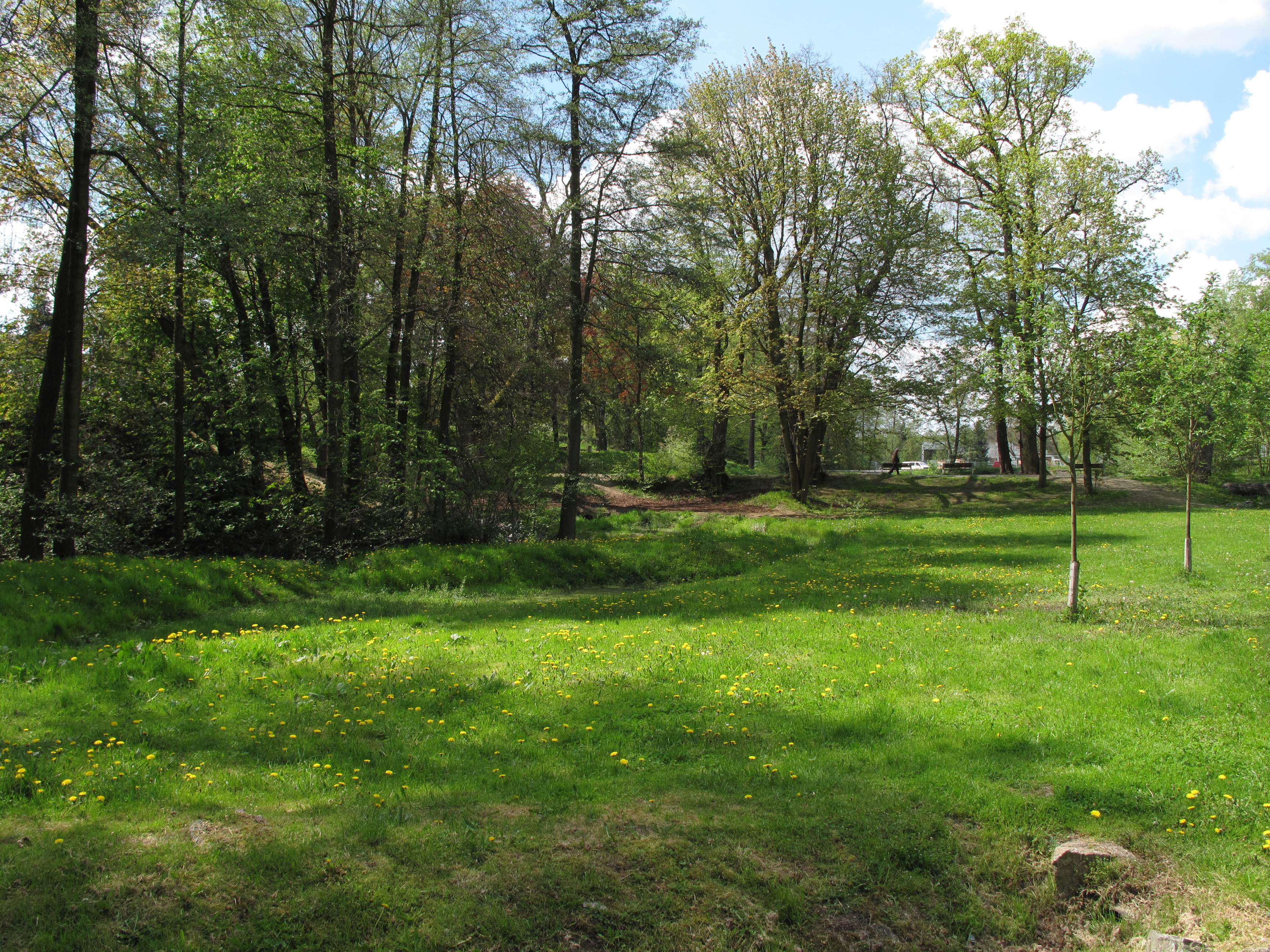
Potoční niva ve Velkých Popovicích
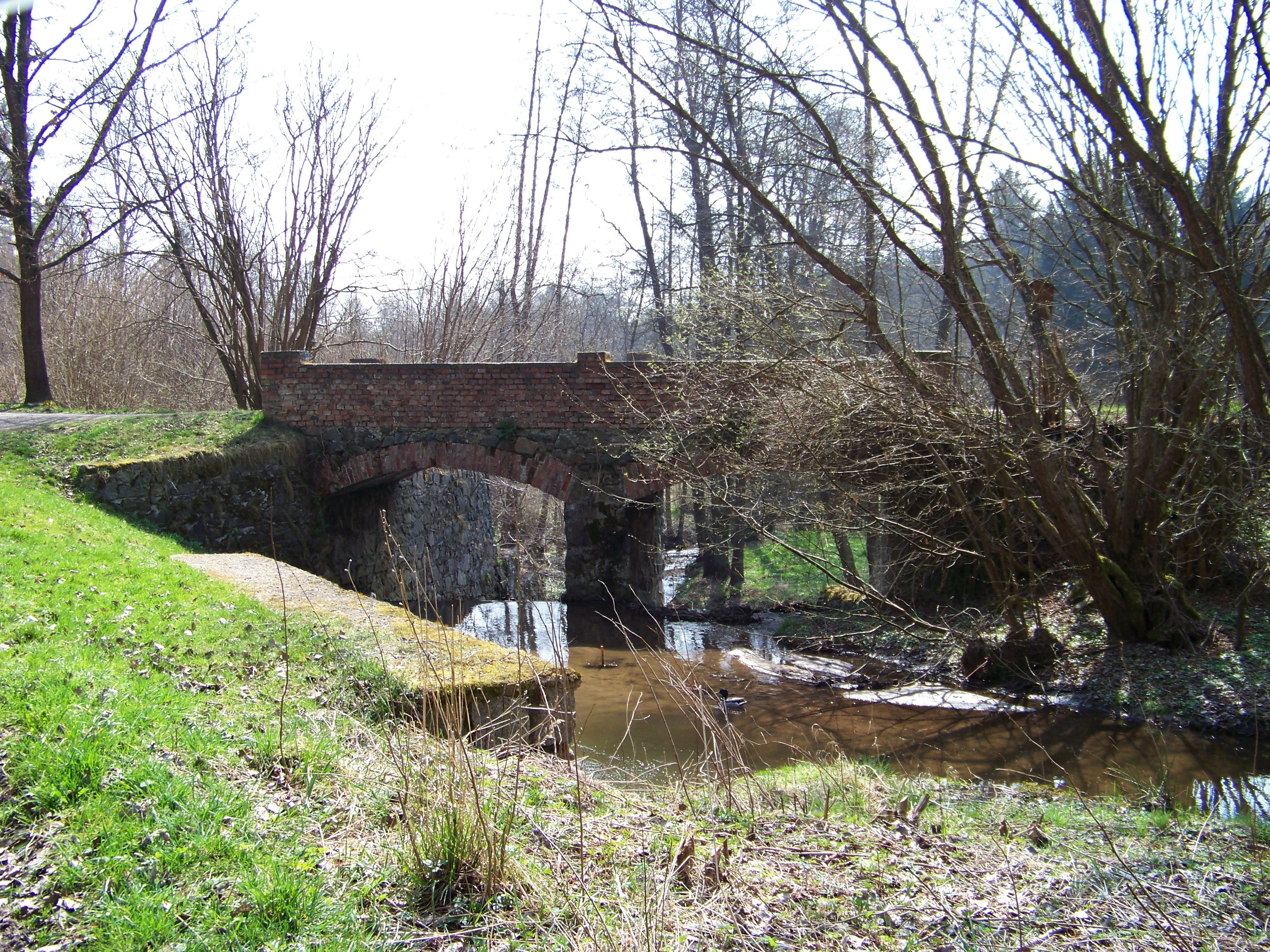
Most v Řehenicích